# Možic (označba)
Možic je umetno postavljen kup kamenja, ki ga je naredil človek, dvignjen z določenim namenom, običajno kot oznaka za smer ali kot grobna gomila. V prazgodovini so jih postavljali kot znamenja, spomenike in grobne spomenike (nekateri so vsebovali komore). V sodobnosti se možice pogosto postavljajo kot mejnike, zlasti za označevanje vrhov gora. Uporabljajo se tudi kot oznake poti. Razlikujejo se po velikosti od majhnih kamnitih oznak do celotnih umetnih gričev in po zapletenosti od ohlapnih stožčastih skalnih kupov do izdelanih megalitskih struktur. Lahko je pobarvan ali kako drugače okrašen, bodisi zaradi večje vidljivosti bodisi iz verskih razlogov. Te oznake so še posebej pomembne v težavnem in gorskem terenu, v stepah in puščavah. Pohodniki, ki pridejo do možica, lahko dodajo nov kamen na vrh in ga tako ohranjajo, saj bi ga sicer naravne sile s časoma uničile.
Različica je inuksuk (množina inuksuit), ki jo uporabljajo Inuiti in druga ljudstva v arktični regiji Severne Amerike.

## Pomen
- Markacija, v rednih intervalih označuje planinsko ali pohodniško pot.
- Označuje vrh gore.
- Označuje grobišče ali je spomenik mrtvim.

## Možici v Alpah
Čeprav obstaja v Alpah veliko poti, ki so označene z barvnimi oznakami in drugimi znaki, ki jih vzdržujejo planinska društva, obstaja veliko poti in prehodov, ki so označeni le z možici.
Velik možic je pogosto postavljen kot znak vrha neke gore. Včasih so celo utrjeni s cementom. Na njih lahko najdemo obeležje padlim ali žrtvam. Ponekod v Alpah nekateri moživi ne služijo usmerjevanju, temveč so oblika podeželske umetnosti (npr. na Schafreuter v Karwendel na Beiljoch v Stubaiskih Alpah, Auenjoch dolina Sarn v Luibisböden, opuščen pašnik v osrednjem Pitztal).

## Tipičen možic
Običajno je možic 0,50-1,5 metrov visok kup zloženega kamenja, postavljen na pomembnih mestih in danes služi predvsem rekreativnim pohodnikom, da bi našli pravo pot. V zgodovini, ko je bilo cest malo in so vozili le vozovi, so možici identificirali poti od vasi do vasi ali označevali prehode poti preko gorskih grebenov. Še posebej v gosti megli in oblačnem vremenu, ko je okolica zastrta in neprimerna za orientacijo ali v snegu, so bili možici ključnega pomena. Generacije domačinov so ves čas popravljale kamnite možice.

## Možici v različnih kulturah

### Stara Grčija
Že v antični Grčiji so bile poti označene z možici, ki so imeli dodaten kulturni pomen. V križiščih poti so namreč postavljali oznake v podobi Hermesa, katerega ime hermaion v grščini pomeni kup kamenja.

### Skandinavija
Po norveški tradiciji naj bi pohodniki dali na vsakega možica še svoj kamen in se s tem zaščitili pred troli (škrati). Tudi danes se spodbuja pohodnike, da obrabljene ali poškodovane možice (ne samo na vrhovih gora), z dodajanjem kamnov ohranjajo kot smerokaze.
Na Švedskem so možice uporabljali pod imenom riksrösen kot označevalce meje.
Na Islandiji je pomen sporen. Nekateri od njih se dejansko uporabljajo za zaščito pred troli (verjetno za zaščito pred nevihtami), drugi pa trdijo, da se uporabljajo za orientacijo v megli, ki na Islandiji pogosto prevladuje. Prvotno so bili ti kamniti stolpi dejansko narazen v vidnem dometu, so se pa sčasoma izgubili.

### Inuitska kultura
Med Inuiti v Arktičnem Inukshuk (kamnita figura se imenuje inuktitut) imajo možici različne funkcije, in se nanašajo na označevanje pomembnih mest. Inukshuk z dvema ločenima nogama prikaže plovni kanal, Inukshuk na jezeru se nanaša na dober ribolov na označenem mestu in podobno.
Omembe vredna je uporaba Inuksuk kot "pomočnika" pri lovu za severne jelene. Inuiti okrasijo možice tudi z "lasmi", izdelanimi iz kože jelenjadi.
Inukshuk je bil tudi logotip zimskih olimpijskih iger leta 2010 v Vancouvru v Kanadi.

### Severna Amerika
V različnih indijanskih kulturah v jugozahodnem delu ZDA in sosednjih območjih, so nastale tudi velike kamnite formacije v krajih, ki so pomebni za čaščenje in molitev. Pri ljudstvu Navajo se je razvila tradicija, da vsak pohodnik doda na kup nov kamen.

### Južna Amerika
Možice najdemo po vsej Južni Ameriki in so znani pod imenom Apacheta. Na izbrani poti služijo tudi za obrede. Prvotno je bil to oltar v čast božanstva pachamama.

### Bližnji vzhod
Dominikanski menih Felix Fabri je leta 1483 ob romanju v Sveto deželo in na goro Sinaj zapisal: »Možic na vrhu je bil kažipot, povsod v puščavi in na gorskih vrhovih so kamnit možici, ki kažejo pot, do katerega doline moraš iti, in če ne bi bilo teh znakov, nihče ni mogel skozi puščavo,....« (Felix Fabri (prevod iz latinščine Herbert Wiegandt)

### Tibet
V Tibetu, tako v starem Bon verovanju kot tudi v budizmu prevladuje splošnim prepričanje, da imajo možici verski pomen, poleg svoje funkcije kot smerokaz. Razlikovati je treba med Lhathos in Lhadses:
- Lhathos (LHA tho, LHA imenovani bogovi, ki jih je treba razumeti kot vrsto lokalnih božanstev) so v obliki kamnitih krogov, ki so vedno na vrhu koničasti. Pogosto so okrašeni z molilnimi zastavicami, volnenimi trakovi, živalskimi rogovi ali lobanjami kozorogov. Pobarvani z belo apneno barvo prosijo dobre duhove, naj se preselijo v možica. Rdeči Lhathos pritegnejo jezne duhove.
- Lhadse je običajno nepravilne oblike, tradicionalno okrašen z šopom vejic na vrhu in tudi z molilnimi zastavicami. Služi kot prebivališče lokalnega duhovnega skrbnika družine, samostana ali vasi.

Oba, Lhathos kot Lhadses, sta pogosto povezana s posameznim ali zbirko Mani kamnov.
Obstajajo tudi Obo imenovani možici krožnih oblik, ki izvirajo iz lamaistične tradicije Tibeta in Mongolije.

### Zahodne kulture
V zahodnih kulturah, so možice postavili na vidna mesta brez verskega ozadja. Služijo pohodnikom kot izraz navezanosti na kraj, identifikacijo s tradicijo in kot simbolno sredstvo okolja. V turističnih in rekreacijskih območjih obstajajo velike zbirke možicev iz kamna.